# شرویلر
شرویلر (به فرانسوی: Scherwiller) یک کمون در فرانسه با جمعیت ۳٬۰۰۰ نفر است که در Canton of Sélestat واقع شده‌است.